# Vila Vincence Beneše
Vila Vincence Beneše je rodinný dům se zahradou v Cukrovarnické ulici čp. 492/24 na nároží ulice Lomené v Praze 6- Střešovicích. Vila je od 16. května 1991 chráněna jako součást památkové zóny Vilová kolonie Ořechovka.

## Historie
Vilu dal postavit malíř Vincenc Beneš pro sebe a svou rodinu. Navrhl ji architekt Pavel Janák; stavební povolení dostal 17. října 1923, dokončená stavba byla zkolaudována 27. září 1924. Stavebníkem bylo Stavební družstvo výtvarných umělců a spisovatelů, prvním uživatelem malíř Vincenc Beneš. V majetku jeho rodiny vila zůstává dosud. Od druhé poloviny 60. let 20. století ji obývá Jiří Suchý. 

## Situace a popis

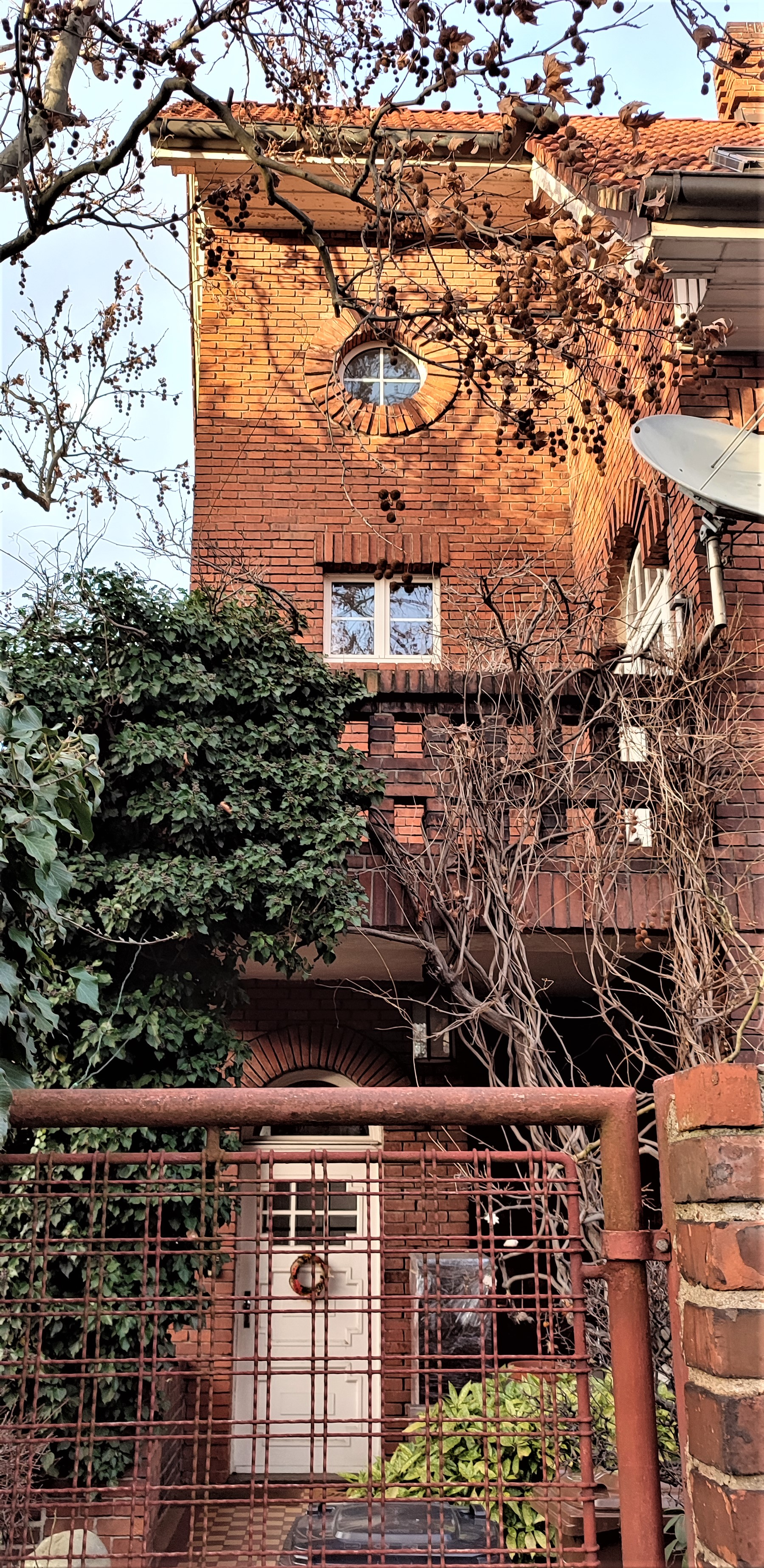
Vchod do vily

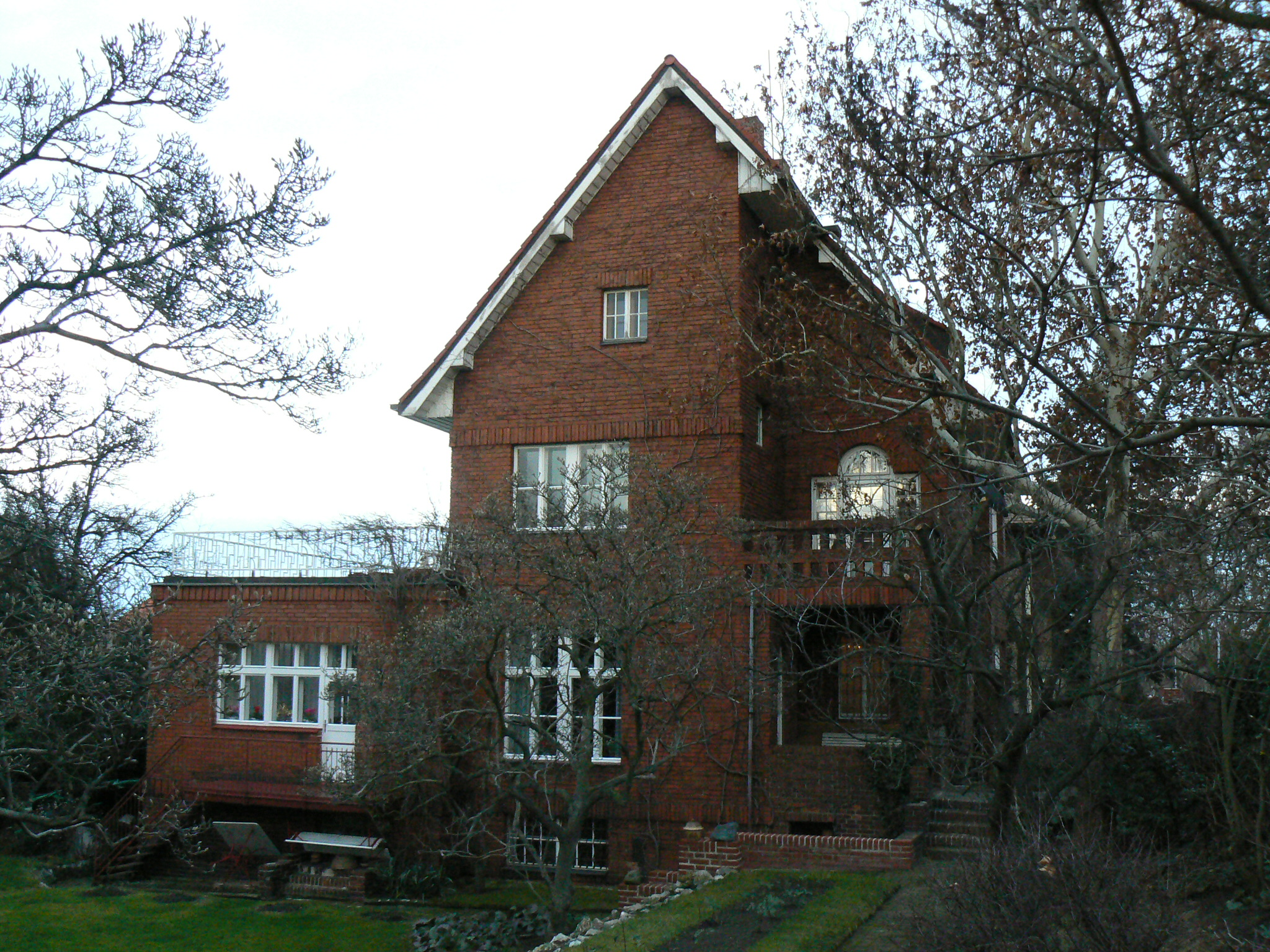
Průčelí z Lomené ulice

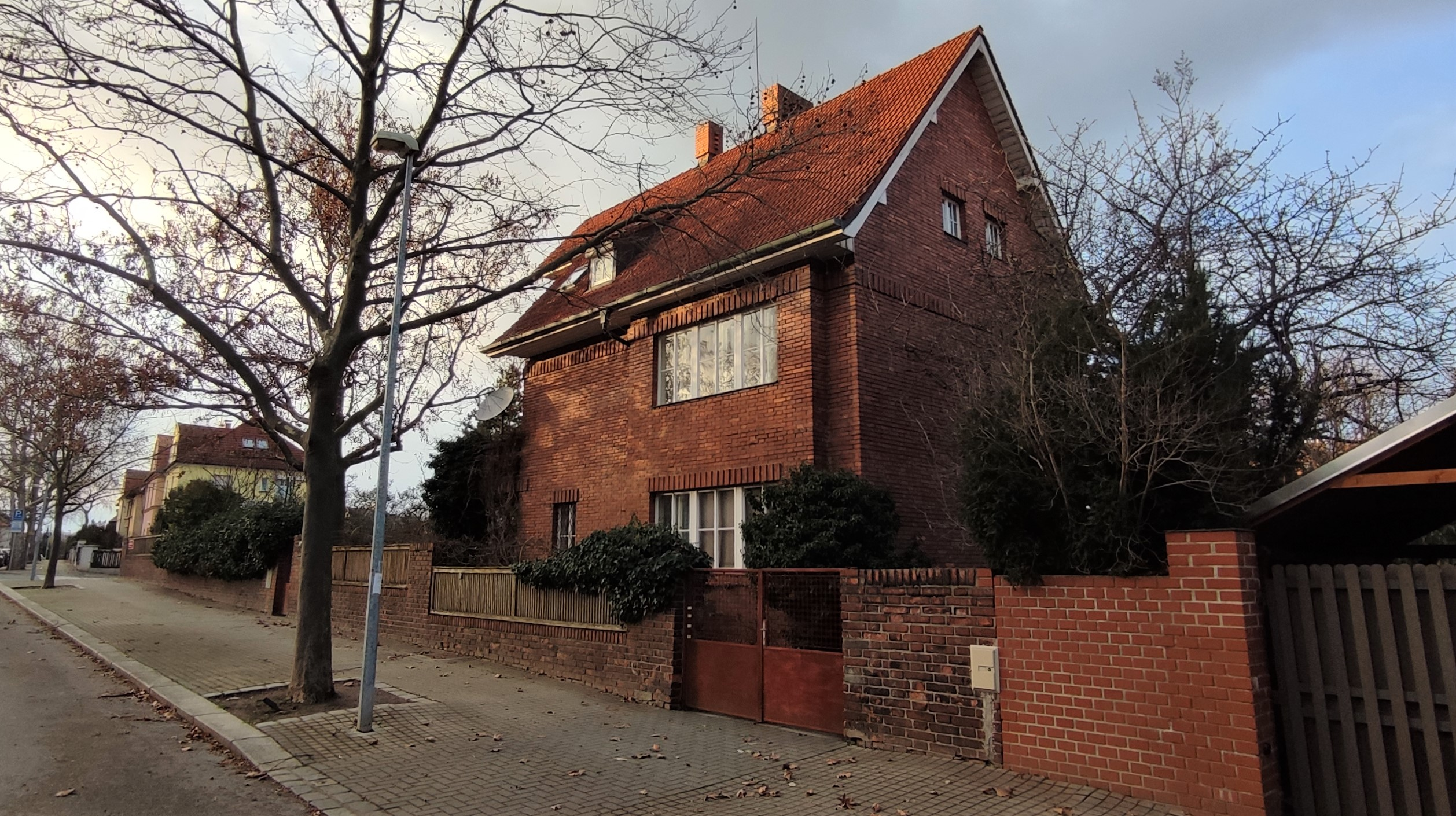
Vila od jihu

Vila na půdorysu písmene L je vchodem orientována na jih do Cukrovarnické ulice a rohem směrem k nároží s Lomenou ulicí. Dům má sedlovou střechu, nad terasou na severní straně je asymetricky zúžená, terasa tvoří střechu původně malířského ateliéru. 
Její zahrada na severní straně sousedí se zahradou vily Emila Filly a Iši Krejčího, přes ni i se zahradou vily sochaře Bohumila Kafky. V urbanistickém konceptu vilové kolonie Ořechovka společně zaujímají západní třetinu velké obdélné parcely, na jejíž východní straně stojí vila architekta Dryáka, vila architekta Vondráka a Vila Otakara Španiela. Jejich zahrady, které od sebe původně dělilo jen drátěné pletivo, jsou opticky sjednoceny do jediné zahrady veliké. Tvoří tak jedno z hlavních jader osnovy zahradního města.    
Pohledově je hlavní jižní, tříosá fasáda. Západní fasáda je rozšířená o frontu ateliéru s terasou. Exteriér je z červeného režného zdiva, stejně jako masivní ohradní zeď a zábradlí terasy. Výrazné pásy oken mají bíle natřené rámy s pravoúhlými příčníky.
Vzorem pro Janákovu architekturu byly britské rodinné domy z červených cihel a se sedlovou střechou. Oproti sousední větší Kafkově vile, která je rovněž Janákovým projektem, působí měřítko a členité západní průčelí Benešovy vily výrazněji a zajímavěji. Většinu roku ji z velké části zakrývají listnaté stromy.  